# Африканский серый токо
Африканский серый токо, или серый токо, или африканский серый ток (лат. Lophoceros nasutus), — вид птиц из семейства птиц-носорогов. Ранее включался в род токо. Обитает в Африке южнее Сахары и на Аравийском полуострове, предпочитая лесистые местности и саванну.

## Описание
Африканский серый токо — крупная птица, около 45 см длиной, оставаясь при этом одним из мелких видов семейства. Оперение преимущественно серое с более тёмными головой, маховыми перьями и хвостом. По бокам головы имеются белые полосы, кроме того во время полёта видна белая полоса на спине. Длинный изогнутый клюв чёрного цвета с горизонтальными полосками по бокам кремового цвета.
Самец и самка одинаковые, отличия только в цвете клюва: у самца клюв полностью чёрного цвета, в то время как у самки подклювье красное. Ювенильные птицы равномерно серого цвета. Полёт у африканского серого тока волнообразный.
Эта скрытная птица выдаёт своё присутствие свистящим «пео-пео-пео».
Самки откладывают от 2 до 4 белых яиц в дупло, которое затем замуровывается изнутри самкой.

## Классификация
Международный союз орнитологов выделяет 2 подвида с ареалами:
- Lophoceros nasutus epirhinus (Sundevall, 1850) — от юга Уганды и юга Кении до севера ЮАР;
- Lophoceros nasutus nasutus (Linnaeus, 1766) — от Сенегала и Гамбии до Эфиопии, центра Кении и юго-запада Аравийского полуострова.